# Infanterie-Division Köslin
Die Infanterie-Division Köslin (auch Division Pommern) war eine deutsche Infanterie-Division des Heeres im Zweiten Weltkrieg mit Standort in Köslin im Wehrkreis II.

## Divisionsgeschichte
Die Division wurde am 20. Januar 1945 bei Köslin in Pommern als Gneisenau-Einheit für die Besetzung der Pommernstellung aufgestellt. Hierzu wurden die in der Nähe verfügbaren Regimenter Karnkewitz und Jatzingen (hauptsächlich bestehend aus Volkssturm-Bataillonen) sowie Ausbildungseinheiten der Waffen-SS-Unterführerschule Lauenburg und Reste anderer Einheiten zusammengezogen. Später erfolgte die Zusammenstellung der Division als zwei Divisionsregimenter „Köslin“ mit jeweils zwei Bataillonen und einem Artilleriebataillon „Köslin“, gebildet aus der ehemaligen Artillerie-Abteilung Grütz(n)er.
Im Februar 1945 wurde der Verband an die Front zur Heeresgruppe Weichsel versetzt und dort in die Division Pommernland überführt. Zum 12. März war nach der Verteidigungsschlacht um den Dievenower Brückenkopf ein Großteil der ehemaligen Angehörigen der Division getötet oder kriegsgefangen.

## Gliederung
- Regiment Krankewitz mit zwei Alarm- und fünf Volkssturm-Bataillonen
- Regiment Jatzinhen mit drei Notfall-Bataillonen, zwei Volkssturm-Bataillonen und den Einheiten der Waffen-SS-Unterführerschule Lauenburg
- Artillerie-Abteilung Grütz(n)er
- Baupionier-Ersatz- und Ausbildungs-Bataillon 2

## Kommandeur
- Oberst Peter Sommer: Januar 1945 bis Februar 1945